# Straßkirchen (Bawaria)
Straßkirchen – miejscowość i gmina w Niemczech, w kraju związkowym Bawaria, w rejencji Dolna Bawaria, w regionie Donau-Wald, w powiecie Straubing-Bogen, siedziba wspólnoty administracyjnej Straßkirchen. Leży około 12 km na południowy wschód od Straubingu, przy drodze B8 i linii kolejowej Ratyzbona – Wels.

## Dzielnice
W skład gminy wchodzą następujące dzielnice: Straßkirchen, Schambach und Ackerhof, Gänsdorf, Haberkofen, Makofen, Seehof, Stetten i Thal.

## Demografia
| 1970 | 2 777 |  |      |       |
| 1987 | 2 725 |  | 2000 | 3 283 |

## Oświata
(na 1999)

W gminie znajduje się 125 miejsc przedszkolnych (125 dzieci) oraz szkoła podstawowa (20 nauczycieli, 412 uczniów).